# Отель-Сольве
Отель-Сольве (фр. Hôtel Solvay, нід. Hotel Solvay) — великий історичний міський будинок у Брюсселі, Бельгія. Його спроєктував Віктор Орта для Армана Сольве, сина хіміка та промисловця Ернеста Сольве, і будівлю побудовано між 1898 і 1900 роками в стилі модерн. Він розташований на авеню Луїзи/Луїзалан, 224, неподалік від готелю Мак-Галлє, ще однієї чудової будівлі Орта в стилі модерн.
Разом із трьома іншими міськими будинками Віктора Орти, включно з власним будинком і майстернею Орти, він був доданий до списку Світової спадщини ЮНЕСКО у 2000 році як ядро епохальних міських резиденцій, які Орта спроєктував до 1900 року

## Історія
Отель-Сольве спроєктував і побудував Орта між 1898 і 1900 роками, щоб слугувати приватною резиденцією для Армана Сольве, сина хіміка, промисловця та філантропа Ернеста Сольве. Для цього багатого покровителя Орта міг витратити цілий стан на дорогоцінні матеріали та дорогі деталі. Він розробив кожну деталь: меблі, килими, світильники, посуд і навіть дверний дзвінок. Він використовував дорогі матеріали, такі як мармур, онікс, бронза, тропічні породи дерева тощо. Для оздоблення сходів він співпрацював із художником-пуантилістом Тео ван Ріссельберге.
Отель-Сольве і більша частина його вмісту залишилися недоторканими завдяки родині Віттамер. Вони придбали будинок у 1950-х роках і зробили все можливе, щоб зберегти та відновити це чудове житло. Будинок все ще є приватною власністю, відвідувати його можна лише за попереднім записом і за дуже суворих умов. 23 січня 2021 року будівля почала працювати як музей і наразі приймає відвідувачів п'ять днів на місяць у вибрані часові проміжки.
Основні роботи з реконструкції фасаду Отель-Сольве розпочали в березні 2022 року, і наразі його зовнішній вигляд повністю вкритий будівельними лісами. Хоча будівельні ліси планувалося демонтувати вчасно до Брюссельського фестивалю модерну влітку 2023 року, цей термін зрештою було пропущено. Орієнтовна поточна дата завершення ремонту невідома.

## Нагороди
У 2000 році комісія ЮНЕСКО визнала готель Solvay Світовою спадщиною ЮНЕСКО як частину списку «Головні міські особняки архітектора Віктора Орти»:
Чотири головні міські будинки — Отель-Тассель, Отель-Сольве, Отель-ван-Етвельде та Музей Орта — розташовані в Брюсселі будівлі, що їх спроєктував архітектор Віктор Орта, один із найперших ініціаторів модерну, є одними з найвидатніших піонерських творів архітектури кінця 19 століття. Стилістична революція, якою є роботи, характеризується їх відкритим планом, дифузією світла та блискучим поєднанням вигнутих ліній декору зі структурою будівлі.

## Галерея

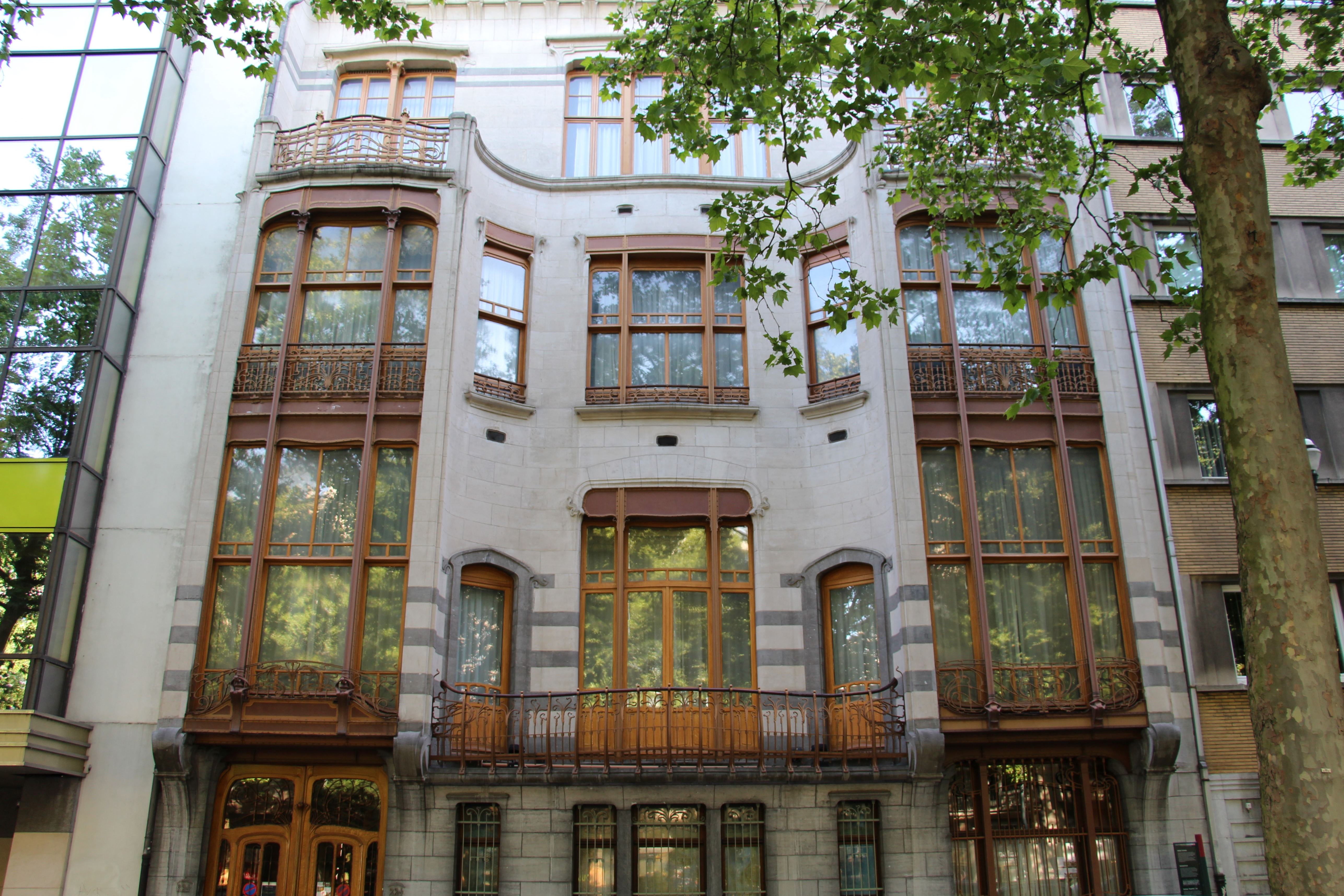
Фасад
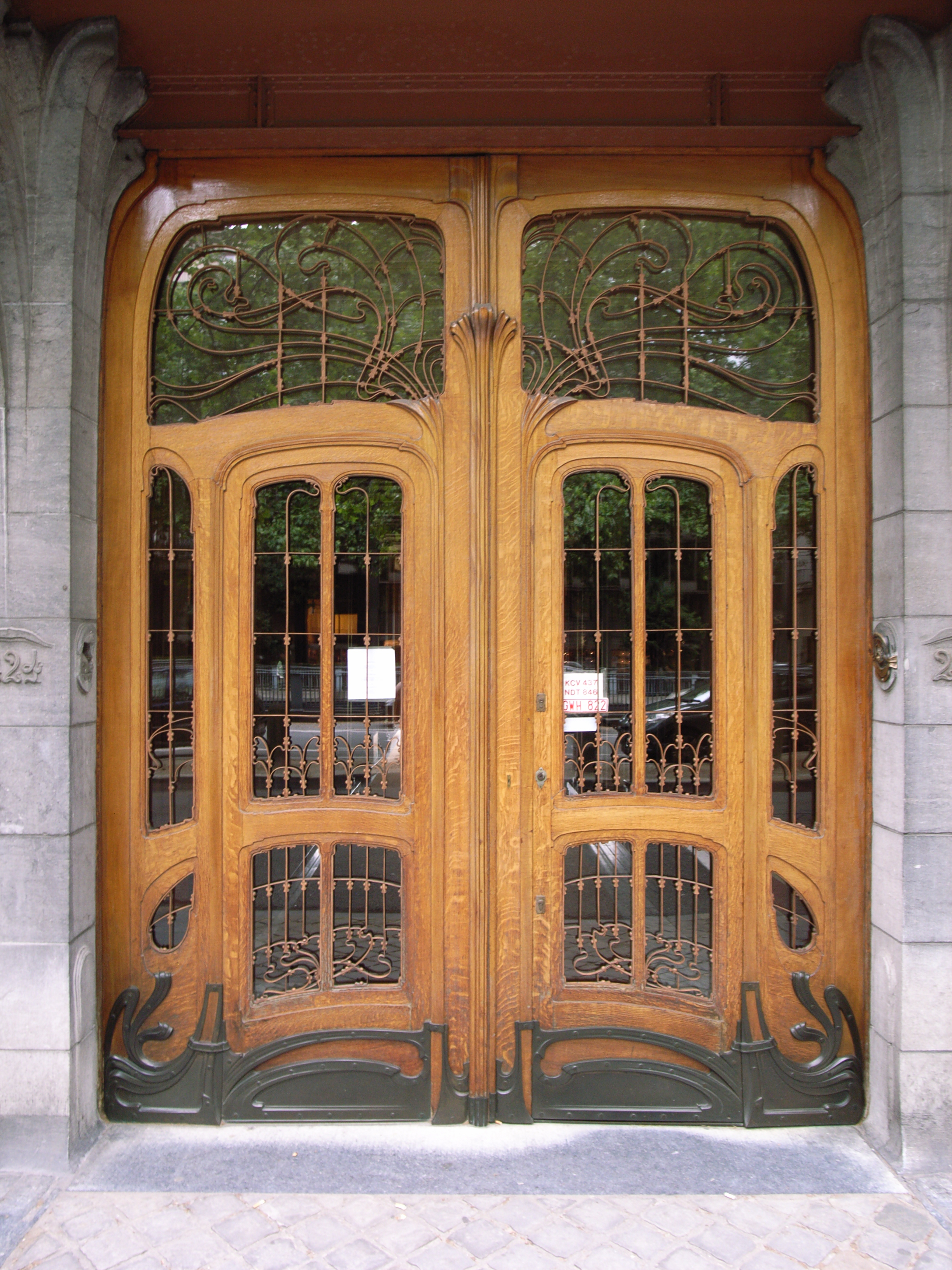
Вхід
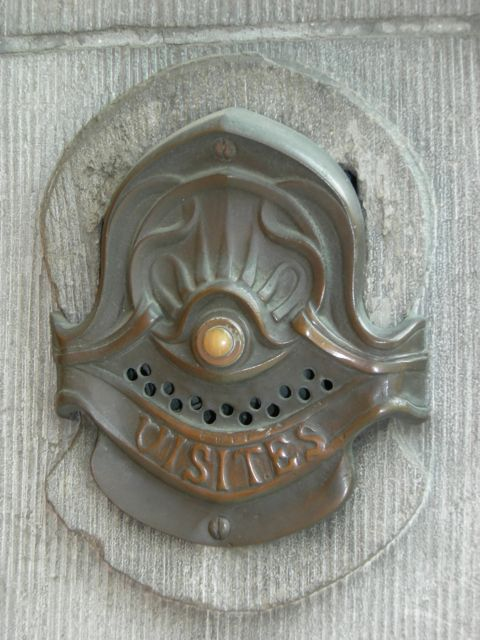
Двірний дзвінок
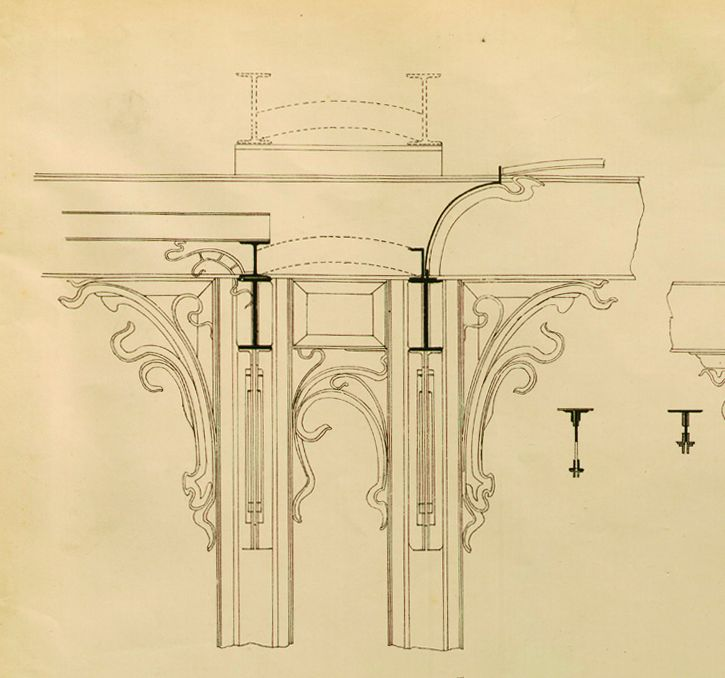
Дизайн інтер'єру Орти